# 小行星3332
小行星3332（英語：3332 Raksha）是一颗围绕太阳公转的小行星。1978年7月4日，柳德米拉·切爾尼赫在克里米亚发现了此天体。
这颗小行星的绝对星等为276.768541650863等。